# Едеса
Едеса (грец. Εδεσσα, вірм. Եդեսիա, Едесія) — стародавнє місто, попередник сучасного міста Шанлиурфа (тур. Şanlıurfa) на південному сході Туреччини. Столиця Осроени, важливий центр раннього християнства.

## Історія

### Рання історія та легенди
Колись головне місто області Осроена, Едеса у VIII столітті до н. е. була завойована Ассирією й отримала назву Руху (Ruhu) (інші форми цієї назви: сирійськ. Urhoi, грецьк. Orrhoe, тобто Орройя або Осроя — звідси назва області Осроена); ця назва зустрічається вже у клинописних написах.
Один з найважливіших центрів месопотамської цивілізації, місто було присвячено богині Атергатіс. Про цей культ свідчать два священних ставки, що збереглись донині, де утримувались риби, присвячені богині.
За Селевка I, який багато зробив для возвеличення міста, Едеса отримала своє ім'я на честь міста Едеси в македонській області Ематія, історичної столиці античного Македонського царства. Деякі дослідники вважали, однак, що це ім'я походить від сирійського Haditha, тобто Новгород. Інша назва, отримана містом за часів діадохів, — Kallirrhoe чи Orrhoe — пішла від присвяченого богині Атергатіс, а пізніше Аврааму джерела або джерел, з яких утворюється Скірт (Skirtos, Daisan), що бере там свій початок. Можливо, вона є еллінізованим сирійським Urrhoi.

### Осроєнське царство
Абгар Укамо заснував 137 року (або 132) до н. е. Едеське царство, що також називалось Орроенським чи Осроенським. Його нащадки мали почесне ім'я Абгар («могутній») та внаслідок парфянських війн неодноразово налагоджували відносини з римлянами, в основному ворожі.
Абгар Ухомо («Чорний») листувався, за легендою, з Ісусом Христом; на його прохання Христос надіслав йому власний «нерукотворний» образ. За тією ж легендою за Абгара V апостол Фома почав в Едеському царстві проповідувати християнське вчення. Історично прийняття християнства в Осроені належить до 200 року та пов'язано з Абгаром XI Великим.
За імператора Траяна Лусій Квієт (лат. Lusius Quietus) зруйнував Едесу, жителі якої виявились ненадійними союзниками римського народу, та змусив Едеське царство сплачувати римлянам данину. Імператор Адріан полегшив данину й відновив Едеське царство, але воно й надалі залишалось залежним від Риму. Близько 216 року місто було перетворене на військову римську колонію під назвою Colonia Marcia Edessenorum. 217 року там було вбито імператора Каракаллу. Імператор Гордіан III вдруге близько 242 року відновив Едеське (Осроєнське) царство та доручив його новому Абгару, з нащадків старої царської династії; але вже 244 царство знову перейшло до безпосередньої залежності від римлян.
260 року місто тримали в облозі перси під командуванням Сапора I; імператор Валеріан був розбитий ними перед брамою міста.

### Візантія
Після розпаду Римської імперії Едеса відійшла до Східної Римської імперії. У той період посилилось значення цього міста в історії християнської церкви. Понад 300 монастирів налічувалось у місті. Там проживав Батько Церкви Єфрем Сирин та розміщувалась школа його послідовників. За часів аріанських, монофізитських і несторіанських негараздів у християнському світі Едеса відіграла важливу роль.
За імператора Юстина I (правив 518–527) місто було зруйновано землетрусом, але невдовзі відновлено й отримало нову назву — Юстинополь. Сасанід Хосров Ануширван тримав в облозі Едесу безуспішно.

### Халіфат

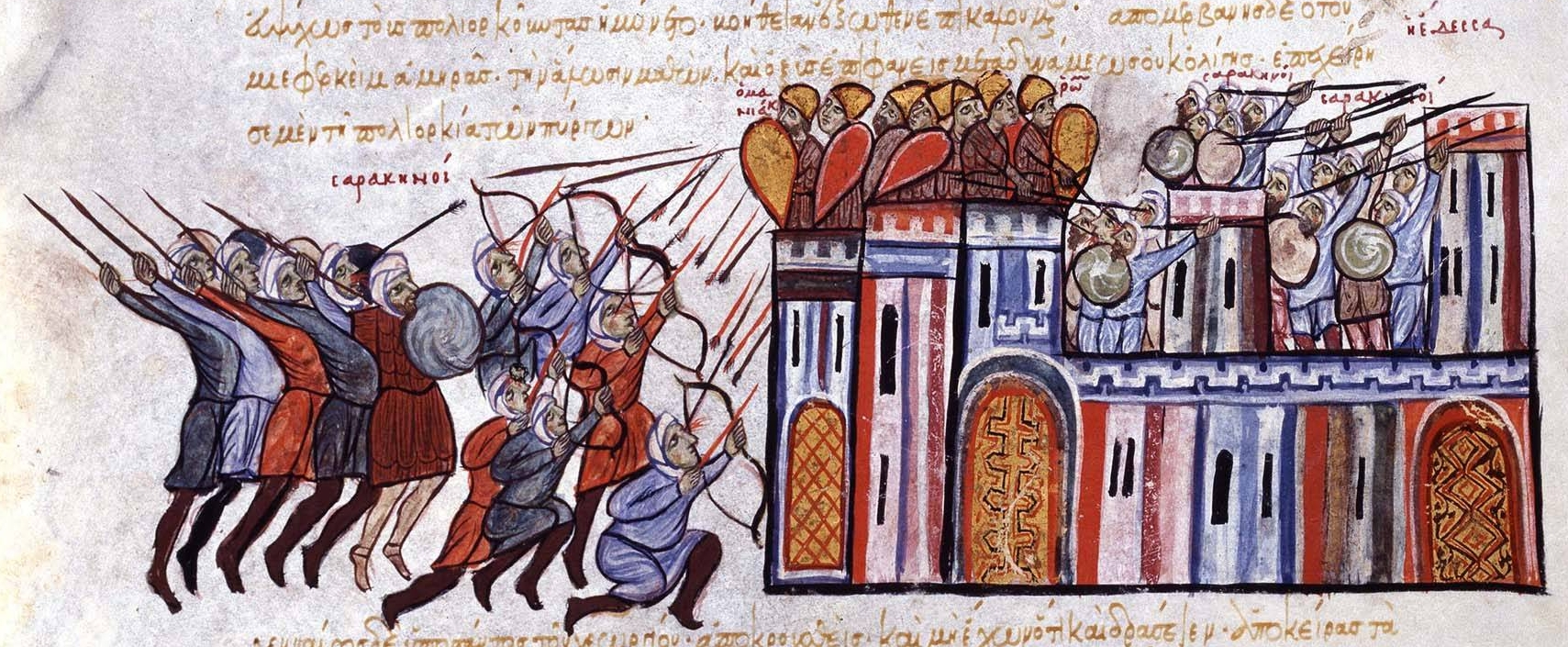
Взяття Едеси візантійською армією та арабська контратака. Мініатюра з Мадридської Хроніки Іоанна Скілиці

Перехід Едеси 641 року під владу арабських халіфів поклав край процвітанню тут християнства, а під час подальших внутрішніх і зовнішніх війн зовсім згасла світова слава Едеси. 1031 року візантійським імператорам удалось заволодіти містом, але упродовж того ж століття воно ще кілька разів змінювало своїх повелителів. 1040 року його зайняли сельджуки.

### Між сельджуками та хрестоносцями
1042 року Едесу було повернуто до складу Візантійської імперії, а 1077 місто було приєднано до держави Філарета Варажнуні. 1083 року намісник Варажнуні Смбат Вхкаци проголосив себе незалежним правителем Едеси, та був убитий за шість місяців правління й місто знову повернулось під владу Варажнуні. За три роки Едеса знову була завойована Сельджукидами, однак після смерті султана Тутуша 1095 року його намісник в Едесі вірменин Торос став незалежним князем.

#### Список правителів Едеси в XI столітті
| Роки правління | Ім'я правителя     | Рід (династія) | Титули                  | Примітки                                                                  |
| -------------- | ------------------ | -------------- | ----------------------- | ------------------------------------------------------------------------- |
| 1032–1032      | Георгій Маніак     |                | протоспафарій, стратиг  | Візантійський намісник                                                    |
| 1032–1036      | Лев Лепендрін      |                |                         | Візантійський намісник                                                    |
| 1037–1038      | ? Апокап           | Апокапи        | ішхан                   | Візантійський намісник                                                    |
| 1038–1038      | Варазваче Торкінян | Торкіняни      | протоспафарій, стратиг  | Візантійський намісник                                                    |
| 1057–1058      | Аарон              | Комітопули     | магістр, дука           | Син царя Болгарії Івана Владислава. Візантійський намісник                |
| 1059–1059      | Іоанн Дукіца       |                | катепан                 | Візантійський намісник                                                    |
| ?—1062         | Даватанос          | Діаватіни?     | дука                    | Візантійський намісник                                                    |
| 1065–1065      | ? Апокап           | Апокапи        | ішхан, дука             | Візантійський намісник                                                    |
| 1066–1067      | Пігоніт            |                |                         | Візантійський намісник                                                    |
| 1068–1070      | Василь Алусіан     | Комітопули     | дука                    | Онук царя Болгарії Івана Владислава. Візантійський намісник               |
| 1071–1071      | Павло              |                | проедр, катепан         | Візантійський намісник                                                    |
| 1072–1077      | Левон Даватанос    | Діаватіни?     |                         | Візантійський намісник                                                    |
| 1077–1083      | Василь Апокап      | Апокапи        | магістр, дука           | Син Абукара, намісник Філарета Варажнуні                                  |
| 1083–1083      | Смбат Вхкаци       | Вхкаци         | дука                    | Син архонта Баграта Вхкаци, обраний Радою 12-ти ішханів, правив 6 місяців |
| 1083–1086      | Філарет Варажнуні  | Врахамії       | севаст, куропалат, дука | Пряме правління Варажнуні                                                 |
| 1086–1086      | Паракаманос (?)    |                | паракімомен (?), дука   | Намісник Філарета Варажнуні                                               |
| 1086–1086      | Парсам             |                | ішхан, дука             | Він же Парсама, Барсума або Варсам. Офіцер армії Варажнуні                |
| 1086—?         | Ксулук             |                |                         | Намісник сельджукидського султана Мелік-шаха                              |
| 1092–1098      | Торос              | Хетуміди       | куропалат, дука         | Намісник султана Тутуша до 1095 року                                      |

### Хрестоносцітаграфство Едеське
1098 року, під час першого хрестового походу брат Готфріда Бульйонського, граф Балдуїн, легко заволодів містом за сприяння його жителів та зробив його головним містом свого Едеського графства. Понад півстоліття існувало Едеське графство під владою різних франкських князів як передовий оплот Єрусалимського королівства проти турків. У безперервних війнах з мусульманами франки тримались стійко та хоробро, але, зрештою, за схильного до задоволень графа Жослена II повелителю Мосула Імад ад-Діну Зангі вдалось 1144 року взяти місто штурмом.
Знову тут запанував іслам, і всі християнські храми було перетворено на мечеті. Спроба жителів Едеси 1146 року скинути з себе мусульманське ярмо завершилась загибеллю міста: вони були розбиті сином і наступником Зангі, Нур ад-Діном. Тих, хто лишився живим, було взято в рабство, а саме місто зруйновано. З того часу ним заволодівали султани єгипетські й сирійські, монголи, тюрки (його руйнували війська Тимура 1391 року), туркмени та перси, допоки, зрештою, турки не завоювали його 1637 року. Під їхньою владою місто почало підійматись з руїн за рахунок місцевого, переважно не турецького, населення. У 1894–1895 провадячи політику знищення й геноциду етнічно нетурецького населення, передусім вірменів, влада вирізала значну частину жителів міста.
Від стародавнього міста вціліли міські стіни та стіни навколо цитаделі.

## Спас Нерукотворний в Україні
З Едеси походить Нерукотворний образ Ісуса Христа — Спас Нерукотворний, високо шанована християнська реліквія, яка тепер зберігається у Ватикані. 30 січня 2015 року оригінал Нерукотворного Образу Ісуса Христа з особистої захристії Папи Римського привезли до Львова, де до 15 лютого святиня була виставлена для пошанува́ння у Соборі Святого Юра.

## Відомі уродженці
- Маттеос Урахеці — вірменський історик і хроніст XI–XII століть